# Gruppentheorie
Die Gruppentheorie als mathematische Disziplin untersucht die algebraische Struktur von Gruppen.
Anschaulich besteht eine Gruppe aus den Symmetrien eines Objekts oder einer Konfiguration zusammen mit jener Verknüpfung, die durch das Hintereinanderausführen dieser Symmetrien gegeben ist. So bilden beispielsweise die Drehungen eines regelmäßigen {\displaystyle n}-Ecks in der Ebene, mit denen die Figur auf sich selbst abgebildet werden kann, eine Gruppe mit {\displaystyle n} Elementen. Um dieses Konzept allgemein zu fassen, hat sich eine knappe und mächtige Definition herausgebildet: Demnach ist eine Gruppe eine Menge zusammen mit einer zweistelligen inneren Verknüpfung (durch die jedem geordneten Paar von Elementen eindeutig ein Element dieser Menge als Resultat zugeordnet wird), wenn diese Verknüpfung assoziativ ist und es ein neutrales Element gibt sowie zu jedem Element ein Inverses. So bildet zum Beispiel auch die Menge der ganzen Zahlen zusammen mit der Addition eine Gruppe.
Die systematische Untersuchung von Gruppen begann im 19. Jahrhundert und wurde durch konkrete Probleme ausgelöst, zunächst durch die Frage nach der Lösbarkeit von algebraischen Gleichungen, später durch die Untersuchung geometrischer Symmetrien. Dementsprechend stand zunächst die Untersuchung konkreter Gruppen im Vordergrund; erst gegen Ende des 19. Jahrhunderts wurden verstärkt abstrakte Fragestellungen untersucht. Wichtige Beiträge stammen unter anderem von Évariste Galois und Niels Henrik Abel in der Algebra sowie Felix Klein und Sophus Lie in der Geometrie. Eine der herausragenden mathematischen Leistungen des 20. Jahrhunderts ist die Klassifikation aller endlichen einfachen Gruppen, also der unzerlegbaren Bausteine aller endlichen Gruppen.
Die große Bedeutung der Gruppentheorie für viele Gebiete der Mathematik und ihrer Anwendungen resultiert aus ihrer Allgemeinheit, denn sie umfasst in einer einheitlichen Sprache sowohl geometrische Sachverhalte (Bewegungen des Raumes, Symmetrien etc.) als auch arithmetische Regeln (Rechnen mit Zahlen, Matrizen etc.). Vor allem in der Algebra ist der Begriff der Gruppe von grundlegender Bedeutung: Ringe, Körper, Moduln und Vektorräume sind Gruppen mit zusätzlichen Strukturen und Eigenschaften. Methoden und Sprechweise der Gruppentheorie durchziehen daher viele Gebiete der Mathematik. In Physik und Chemie treten Gruppen überall dort auf, wo Symmetrien eine Rolle spielen (z. B. Invarianz physikalischer Gesetze, Symmetrie von Molekülen und Kristallen). Zur Untersuchung solcher Phänomene liefern die Gruppentheorie und die eng verwandte Darstellungstheorie die theoretischen Grundlagen und eröffnen wichtige Anwendungen.

## Zugang ohne mathematische Voraussetzungen
Gruppen werden in der Mathematik verwendet, um das Rechnen mit Zahlen zu verallgemeinern. Entsprechend besteht eine Gruppe aus einer Menge von Dingen (z. B. Zahlen, Symbolen, Objekten, Bewegungen) und einer Rechenvorschrift (eine Verknüpfung, in diesem Artikel als {\displaystyle *} dargestellt), die angibt, wie mit diesen Dingen umzugehen ist. Diese Rechenvorschrift muss dabei bestimmten Regeln genügen, den sogenannten Gruppenaxiomen, die im Folgenden erklärt werden.
Von einer Gruppe spricht man, falls für eine Menge zusammen mit einer Verknüpfung je zweier Elemente dieser Menge, hier geschrieben als {\displaystyle a*b}, die folgenden Anforderungen erfüllt sind:
1. Die Verknüpfung zweier Elemente der Menge ergibt wiederum ein Element derselben Menge. (Abgeschlossenheit)
2. Für die Verknüpfung ist die Klammerung unerheblich, das heißt, es gilt {\displaystyle (a*b)*c=a*(b*c)} für alle {\displaystyle a,b,c}. (Assoziativgesetz)
3. Es gibt ein Element {\displaystyle e} in der Menge, das bezüglich der Verknüpfung nichts bewirkt, also ein {\displaystyle *}-neutrales Element: {\displaystyle a*e=e*a=a} für alle {\displaystyle a}.
4. Zu jedem Element {\displaystyle a} gibt es bezüglich der Verknüpfung ein Umkehr-Element, also ein {\displaystyle *}-inverses Element {\displaystyle a^{*}}. Dieses hat die Eigenschaft, beim Verknüpfen mit {\displaystyle a} das neutrale Element zu ergeben: {\displaystyle a^{*}*a=a*a^{*}=e}.

Man beachte: Falls auf der Menge von mehreren Verknüpfungen die Rede ist, etwa {\displaystyle *} und {\displaystyle \circ }, dann gibt es mehrere neutrale und inverse Elemente, jeweils passend zur Verknüpfung. Wenn aus dem Kontext klar ist, dass nur eine bestimmte Verknüpfung gemeint ist, dann spricht man kurz von dem neutralen Element {\displaystyle e} und dem inversen Element {\displaystyle a^{*}} zu {\displaystyle a} ohne die Verknüpfung nochmals explizit zu erwähnen.
- Wenn man zudem noch die Operanden vertauschen darf, wenn also stets {\displaystyle a*b=b*a} gilt, dann liegt eine abelsche Gruppe vor, auch kommutative Gruppe genannt. (Kommutativgesetz)

Beispiele für abelsche Gruppen sind
- die ganzen Zahlen {\displaystyle \mathbb {Z} } mit der Addition {\displaystyle +} als Verknüpfung und der Null als neutralem Element,
- die rationalen Zahlen {\displaystyle \mathbb {Q} } ohne Null mit der Multiplikation {\displaystyle \cdot } als Verknüpfung und der Eins als neutralem Element. Die Null muss hierbei ausgeschlossen werden, da sie kein inverses Element besitzt: „1/0“ ist nicht definiert.

Die sehr allgemeine Definition von Gruppen ermöglicht es, nicht nur Mengen von Zahlen mit entsprechenden Operationen als Gruppen aufzufassen, sondern auch andere mathematische Objekte mit geeigneten Verknüpfungen, die die obigen Anforderungen erfüllen. Ein solches Beispiel ist die Menge der Drehungen und Spiegelungen (Symmetrietransformationen), durch die ein regelmäßiges n-Eck auf sich selbst abgebildet wird, mit der Hintereinanderausführung der Transformationen als Verknüpfung (Diedergruppe).

## Definition einer Gruppe
Eine Gruppe ist ein Paar {\displaystyle (G,*)}. Dabei ist {\displaystyle G} eine Menge und {\displaystyle *} eine zweistellige Verknüpfung bezüglich {\displaystyle G}. Das heißt, dadurch wird die Abbildung {\displaystyle *\colon G\times G\to G,(a,b)\mapsto a*b} beschrieben. Zudem müssen die folgenden Axiome für die Verknüpfung erfüllt sein, damit {\displaystyle (G,*)} als Gruppe bezeichnet werden kann:
- Assoziativität: Für alle Gruppenelemente {\displaystyle a}, {\displaystyle b} und {\displaystyle c} gilt: {\displaystyle (a*b)*c=a*(b*c).}
- Es gibt ein neutrales Element {\displaystyle e\in G}, mit dem für alle Gruppenelemente {\displaystyle a\in G} gilt: {\displaystyle a*e=e*a=a}.
- Zu jedem Gruppenelement {\displaystyle a\in G} existiert ein inverses Element {\displaystyle a^{-1}\in G} mit {\displaystyle a*a^{-1}=a^{-1}*a=e}.

Eine Gruppe {\displaystyle (G,*)} heißt abelsch oder kommutativ, wenn zusätzlich das folgende Axiom erfüllt ist:
- Kommutativität: Für alle Gruppenelemente {\displaystyle a} und {\displaystyle b} gilt {\displaystyle a*b=b*a}.

Andernfalls, d. h., wenn es Gruppenelemente {\displaystyle a,b\in G} gibt, für die {\displaystyle a*b\neq b*a} ist, heißt die Gruppe {\displaystyle (G,*)} nichtabelsch.

## Beispiele
Bekannte Beispiele für Gruppen sind:
- Kleinsche Vierergruppe (abelsch)
- symmetrische Gruppe (nicht-abelsch für n > 2)
- alternierende Gruppe (nicht-abelsch für n > 3)
- Diedergruppe (nicht-abelsch für n > 2)
- Quaternionengruppe (nicht-abelsch)
- Triviale Gruppe (abelsch): Besteht nur aus dem neutralen Element

Eine ausführlichere Aufzählung befindet sich in der Liste kleiner Gruppen.

## Grundkonzepte der Gruppentheorie

### Ordnung einer Gruppe
Die Mächtigkeit (Kardinalität) {\displaystyle |G|} der Trägermenge der Gruppe nennt man Ordnung der Gruppe oder kurz Gruppenordnung. Für endliche Mengen ist dies einfach die Anzahl der Elemente.

### Untergruppen
Ist {\displaystyle H} eine Teilmenge der Trägermenge {\displaystyle G} einer Gruppe {\displaystyle (G,*)} und ist {\displaystyle (H,*)} selbst eine Gruppe, so nennt man {\displaystyle H} eine Untergruppe von {\displaystyle G}, Bezeichnung {\displaystyle H\leq G}.
Hierzu ein wichtiger Satz (Satz von Lagrange): Die Ordnung jeder Untergruppe {\displaystyle H} einer endlichen Gruppe {\displaystyle G} ist ein Teiler der Ordnung der Gruppe {\displaystyle G}. Ist speziell {\displaystyle |G|} eine Primzahl, dann hat {\displaystyle G} nur die (trivialen) Untergruppen {\displaystyle \{e\}} (bestehend aus dem neutralen Element) und {\displaystyle G} selbst.

### Zyklische Gruppen
Gibt es in {\displaystyle G} ein Element {\displaystyle a} so, dass man jedes Element als Potenz {\displaystyle a^{n}} (mit einer ganzen Zahl {\displaystyle n}, die auch negativ sein darf) schreiben kann, so nennt man {\displaystyle G} eine zyklische Gruppe und {\displaystyle a} erzeugendes Element.

### Ordnung von Elementen
Ergibt ein Element {\displaystyle a} der Gruppe, endlich viele Male ({\displaystyle n}-mal) mit sich selbst verknüpft, das neutrale Element {\displaystyle e}, d. h., gibt es ein {\displaystyle n\in \mathbb {N} } mit {\displaystyle \underbrace {a*a*\ldots *a} _{n{\text{-mal}}}=e}, so nennt man das kleinste derartige {\displaystyle n>0} die Ordnung des Elements {\displaystyle a}. In diesem Fall spricht man von einem Element endlicher Ordnung oder Torsionselement. Falls kein solches {\displaystyle n} existiert, sagt man, dass {\displaystyle a} unendliche Ordnung hat. In beiden Fällen entspricht die Ordnung des Elements der Ordnung der von ihm erzeugten Untergruppe.
Aus dem Satz von Lagrange folgt daher: In einer endlichen Gruppe ist die Ordnung jedes Elements endlich, und ein Teiler der Gruppenordnung.
Die kleinste positive Zahl {\displaystyle n}, mit der {\displaystyle \underbrace {a*a*\ldots *a} _{n{\text{-mal}}}=e} für jedes Gruppenelement {\displaystyle a} gilt, wird Gruppenexponent genannt.

### Unterschiedliche Schreibweisen für das Verknüpfungszeichen
Steht das Zeichen »*« für das Mal-Zeichen »·«, dann spricht man von einer multiplikativ geschriebenen Gruppe. Diese kann kommutativ sein oder auch nicht, und das Zeichen »·« kann weggelassen, d. h. die zwei Operanden direkt nebeneinander geschrieben werden. Das neutrale Element ist dann {\displaystyle e=1,} und das Inverse wird {\displaystyle a^{-1}} oder im kommutativen Fall auch {\displaystyle 1/a} geschrieben.
In Analogie zu den reellen Zahlen wird für das multiplikativ Iterierte die Potenzschreibweise, also

{\displaystyle a^{n}:=\underbrace {a\cdot a\cdot \ldots \cdot a} _{n{\text{-mal}}}:=\underbrace {a\,a\,\ldots \,a} _{n{\text{-mal}}}}
verwendet. Demnach ist

{\displaystyle a^{1}=a}
und

{\displaystyle a^{2}=a\cdot a=aa}
und

{\displaystyle a^{3}=a\cdot a\cdot a=aaa}
und so weiter.
Wird andererseits das Plus-Zeichen »+« als Zeichen für die Verknüpfung verwendet, dann spricht man von einer additiv geschriebenen Gruppe, die dann auch allermeist kommutativ ist und {\displaystyle e=0} als neutrales Element hat. Das Vielfache wird {\displaystyle na:=n\cdot a:=\underbrace {a+a+\ldots +a} _{n{\text{-mal}}}} und das Inverse {\displaystyle (-1)\cdot a:=-a} geschrieben.
Es gibt aber außer Multiplikation und Addition noch weitere Operationen, die eine Gruppenstruktur definieren. So gilt für die Hintereinanderausführung von Funktionen stets das Assoziativgesetz. Werden dabei nur Funktionen betrachtet, die invertierbar sind, und zwar Bijektionen einer Menge auf sich selbst, dann definieren sie eine Gruppe (die im Allgemeinen nicht kommutativ ist).
Häufig wird {\displaystyle \circ } als Zeichen für die Hintereinanderausführung und {\displaystyle \operatorname {id} } für das entsprechende neutrale Element verwendet.
Ist bei Inversenbildung und Iteration gegenüber der Potenzschreibweise ein Unterschied zu machen, dann wird der Exponent auch in spitze Klammern gesetzt, z. B. {\displaystyle a^{\langle -1\rangle }\circ a=\operatorname {id} } und {\displaystyle a^{\langle n\rangle }:=\underbrace {a\circ a\circ \ldots \circ a} _{n{\text{-mal}}}\,.}

### Nebenklassen

#### Definition
Definiert man auf der Gruppe {\displaystyle (G,*)} mit einer Untergruppe {\displaystyle (H,*)} die Relation {\displaystyle \sim } durch
{\displaystyle b\sim a\;:\Longleftrightarrow \;\exists \,h\in H\colon \,b=a*h},
erhält man eine Äquivalenzrelation auf {\displaystyle G,} deren Quotientenmenge die Menge {\displaystyle G} partitioniert. Die Nebenklasse (englisch: coset) zu einem Element {\displaystyle a\in G} ist die Menge
{\displaystyle \{b\in G\mid b\sim a\}=\{a*h\mid h\in H\}}.
Dies ist die Menge aller Elemente {\displaystyle b}, die zu {\displaystyle a} in der Relation {\displaystyle b\sim a} stehen, und damit eine Äquivalenzklasse. Die Nebenklasse, die man für ein zu {\displaystyle a} äquivalentes Element {\displaystyle b} durch Linksverknüpfung aller {\displaystyle h\in H} erhält, ist daher die Gleiche. Für die Nebenklasse bezüglich {\displaystyle a} schreibt man {\displaystyle a*H,} {\displaystyle aH} oder auch kurz {\displaystyle {\bar {a}},} wenn klar ist, durch welchen Vorgang die Nebenklassen gebildet werden. Da diese Menge alle Elemente von {\displaystyle G} enthält, die dadurch entstehen, dass die Elemente aus {\displaystyle H} links mit dem Element {\displaystyle a} verknüpft werden, heißt sie (genauer) die Linksnebenklasse, Alternativbezeichnung Linksrestklasse, von {\displaystyle H} nach dem Element {\displaystyle a}.
Wenn man andererseits eine Relation {\displaystyle \backsim } durch
{\displaystyle b\backsim a\;:\Longleftrightarrow \;\exists \,h\in H\colon \,b=h*a}
definiert, dann ist dies im Allgemeinen eine andere Äquivalenzrelation und die Menge der zu {\displaystyle a} äquivalenten Elemente in {\displaystyle G} jetzt
{\displaystyle Ha:=\{h*a\mid h\in H\}},
die durch Rechtsverknüpfung der Elemente aus {\displaystyle H} mit dem Element {\displaystyle a} entsteht. Sie wird mit {\displaystyle H*a} oder {\displaystyle Ha} bezeichnet und Rechtsnebenklasse, Alternativbezeichnung Rechtsrestklasse, von {\displaystyle H} nach dem Element {\displaystyle a} genannt.
Für die Faktor- oder Quotientenmenge aller Links- bzw. Rechtsnebenklassen wird die Notation
{\displaystyle G/H:=\{gH\mid g\in G\}}
bzw.
{\displaystyle H\backslash G:=\{Hg\mid g\in G\}}
verwendet.
Nebenklassen werden benutzt, um den Satz von Lagrange zu beweisen, um die Begriffe Normalteiler und Faktorgruppe zu erklären und um Gruppenoperationen zu studieren.

#### Nebenklassen als Bahnen einer Gruppenoperation
Man kann Nebenklassen auch als Bahnen einer Gruppenoperation verstehen. Die Untergruppe {\displaystyle H} operiert nämlich auf der Gruppe {\displaystyle G} von links
{\displaystyle H\times G\to G,\quad (h,g)\mapsto h*g}
bzw. von rechts
{\displaystyle G\times H\to G,\quad (g,h)\mapsto g*h}
durch Multiplikation. Für ein gegebenes {\displaystyle g\in G} ist dann die Rechtsnebenklasse
{\displaystyle Hg=\{h*g\mid h\in H\}}
gerade die Bahn von {\displaystyle g} der Linksoperation, entsprechend die Linksnebenklasse
{\displaystyle gH=\{g*h\mid h\in H\}}
die Bahn von {\displaystyle g} der Rechtsoperation. Die Notation {\displaystyle G/H} für die Menge der Linksnebenklassen bzw. {\displaystyle H\backslash G} für die Menge der Rechtsnebenklassen deckt sich mit der für Bahnen üblichen Notation für den Orbitraum.

### Doppelnebenklassen
Sind zwei Untergruppen {\displaystyle K} und {\displaystyle H} gegeben, so erhält man eine Äquivalenzrelation durch
{\displaystyle a\sim b\;:\Longleftrightarrow \;\exists \,k\in K,\,h\in H\colon \,b=k*a*h}.
Die Äquivalenzklasse zu {\displaystyle a\in G} ist
{\displaystyle \{k*a*h\mid k\in K,h\in H\}}
Für diese Menge schreibt man {\displaystyle K*a*H} oder {\displaystyle KaH} und nennt sie die {\displaystyle (K,H)}-Doppelnebenklasse zu {\displaystyle a}.

### Normalteiler
Ist für jedes Element {\displaystyle a\in G} die linke Nebenklasse von {\displaystyle H} gleich der rechten, d. h. {\displaystyle aH=Ha}, so nennt man {\displaystyle H} einen Normalteiler von {\displaystyle G}, Bezeichnung {\displaystyle H\trianglelefteq G}.
In einer abelschen Gruppe ist jede Untergruppe ein Normalteiler. Der Kern jedes Gruppenhomomorphismus ist ein Normalteiler.

### Faktorgruppe
Die Linksnebenklassen (oder auch die Rechtsnebenklassen) bezüglich einer Untergruppe teilen die Gruppe (als Menge angesehen) in disjunkte Teilmengen auf. Ist die Untergruppe sogar ein Normalteiler, so ist jede Linksnebenklasse zugleich eine Rechtsnebenklasse und wird ab jetzt nur Nebenklasse genannt.
Ist {\displaystyle H} ein Normalteiler von {\displaystyle G}, dann kann man auf der Menge {\displaystyle G/H} der Nebenklassen eine Verknüpfung definieren:
{\displaystyle a_{1}H*a_{2}H:=\left(a_{1}*a_{2}\right)H}
Die Verknüpfung ist wohldefiniert, d. h., sie ist nicht abhängig von der Wahl der Repräsentanten {\displaystyle a_{1}} und {\displaystyle a_{2}} in ihrer Nebenklasse. (Ist {\displaystyle H} kein Normalteiler, dann gibt es Nebenklassen mit Repräsentanten, die verschiedene Ergebnisse produzieren.)
Zusammen mit dieser induzierten Verknüpfung bildet die Menge der Nebenklassen eine Gruppe, die Faktorgruppe {\displaystyle G/H}. Die Faktorgruppe ist eine Art vergröbertes Abbild der originalen Gruppe.

## Klassifikation der endlichen einfachen Gruppen
Eine nicht-triviale Gruppe heißt einfach, wenn sie keine Normalteiler außer der trivialen Gruppe und sich selbst hat. Beispielsweise sind alle Gruppen von Primzahlordnung einfach. Die einfachen Gruppen spielen eine wichtige Rolle als „Grundbausteine“ von Gruppen. Seit 1982 sind die endlichen einfachen Gruppen vollständig klassifiziert. Jede gehört entweder zu einer der 18 Familien endlicher einfacher Gruppen oder ist eine der 26 Ausnahmegruppen, die auch als sporadische Gruppen bezeichnet werden.

## Beispiel: Zauberwürfel

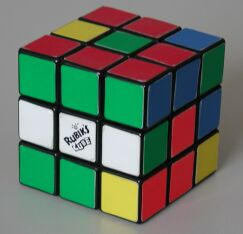
Rubiks Zauberwürfel als Beispiel einer endlichen nicht-abelschen Gruppe

Manche Eigenschaften endlicher Gruppen lassen sich mit dem Zauberwürfel veranschaulichen, der seit seiner Erfindung vielfach im akademischen Unterricht eingesetzt wurde, weil die Permutationen der Ecken- und Kantenelemente des Würfels ein sichtbares und handgreifliches Beispiel einer Gruppe darstellen. Die Elemente der Gruppe sind dafür zumeist die Züge, die auf dem Würfel ausgeführt werden können (sowohl einzelne Ebenenrotationen als auch zusammengesetzte Züge aus mehreren Ebenenrotationen) und der Gruppenoperator ist eine Konkatenation der Züge. Diese gruppentheoretische Darstellung des Zauberwürfels kann für verschiedene Zauberwürfel durchgeführt werden, wie dem 2×2×2-Würfel oder dem 3×3×1-Würfel. Die Konfiguration des jeweiligen Würfels wird üblicherweise aus verschiedenen Parametern zusammengesetzt: Eine Permutationsfunktion für die Position der jeweiligen Steine im Würfel und ein Vektor für die Ausrichtung der Steine im Würfel. Je nach Größe des Würfels werden jeweils eine Permutationsfunktion für die Eck- und Kantsteine angegeben und auch jeweils ein Ausrichtungsvektor. Mithilfe der Gruppe des Würfels kann auch die Mächtigkeit der Gruppe bestimmt werden – diese entspricht der Anzahl der möglichen Würfelkonfigurationen. Bei dem 2×2×2-Zauberwürfel ergeben sich durch acht Permutationsobjekte (Ecksteine), drei Möglichkeiten der Ausrichtung der acht Ecksteine und 24 Möglichkeiten der Rotation des Würfels, da es keine eindeutige Oberseite gibt, {\displaystyle 8!\cdot 3^{7}\div 24=3\ 674\ 160} Möglichkeiten. Bei dem 3×3×1-Würfel ergeben sich {\displaystyle {\frac {12!}{(12-4)!}}\cdot 4^{4}=3\ 041\ 280} mögliche Konfigurationen.
Bei den Gruppen der Zauberwürfel handelt es sich um nicht-abelsche/nicht kommutative Gruppen, da die Gruppenelemente die Züge des Würfels sind und die Reihenfolge der Ausführung von Zügen nicht kommutativ ist, sondern die Würfelkonfiguration beeinflusst.

## Anwendungen

### Chemie

#### Punktgruppen
Die Menge der möglichen Positionen der Atome der Moleküle in ihrer Gleichgewichtskonformation lässt sich mit Hilfe von Symmetrieoperationen (Einheitselement, Spiegelung, Drehung, Inversion, Drehspiegelung) auf sich selbst abbilden. Die Symmetrieoperationen lassen sich zu Gruppen, den sogenannten Punktgruppen zusammenfassen.

#### Beispielanwendungen
- Quantenchemie
  - Der Rechenaufwand von quantenchemischen Rechnungen kann unter Benutzung der Gruppentheorie erheblich verringert werden, z. B. hat ein Hamiltonoperator die gleiche Symmetrie wie sein System.
  - Weiterhin ist sie hilfreich zur Beschreibung von SALKs (symmetrieadaptierten Linearkombinationen aus Atomorbitalen, auch Liganden-Gruppen-Orbitale), was in der MO-Theorie und Ligandenfeldtheorie Anwendung findet.
  - Weiterhin findet die Gruppentheorie Anwendung bei der Theorie der Erhaltung der Orbitalsymmetrie (siehe: Woodward-Hoffmann-Regeln).

- Spektroskopie
  - Die Gruppentheorie ist auch für die Infrarotspektroskopie von Bedeutung, IR-, Raman-Eigenschaften, Vorhandensein von Quadrupol- und Octopolmoment können direkt aus der Charaktertafel eines Moleküls abgelesen werden.
  - In der NMR-Spektroskopie sind Protonen, die sich durch Spiegelung aufeinander abbilden lassen, chemisch äquivalent und ergeben daher im Spektrum die gleiche chemische Verschiebung.

- Physikalische Eigenschaften
  - Ein permanentes elektrisches Dipolmoment können nur Moleküle ohne jegliche Symmetrie oder Symmetrien der Punktgruppen {\displaystyle C_{nv}} und {\displaystyle C_{n}} und {\displaystyle C_{s}} haben.[7]
  - Chiralität / optische Aktivität
    - Moleküle, die keine Drehspiegelachse {\displaystyle S_{n}} aufweisen, sind chiral und daher optisch aktiv, z. B. Bromchloriodmethan.
    - Moleküle, die eine Spiegelachse haben, sind nicht optisch aktiv, auch wenn sie chirale Zentren enthalten, z. B. Meso-Verbindungen. Chirale Katalysatoren in der enantioselektiven Synthese enthalten oft Liganden mit {\displaystyle C_{2}}-Symmetrie, damit sich definierte Komplexe bilden.

- Kristallographie
  - In der Kristallographie kommt die Gruppentheorie durch die Einordnung von Kristallstrukturen in die 230 möglichen Raumgruppen vor.

### Physik
In der Quantenmechanik sind Symmetriegruppen als Gruppen von unitären oder antiunitären Operatoren realisiert. Die Eigenvektoren einer maximalen abelschen Untergruppe dieser Operatoren zeichnet eine physikalisch wichtige Basis aus, die zu Zuständen mit wohldefinierter Energie oder Impuls oder Drehimpuls oder Ladung gehört. Beispielsweise bilden in der Festkörperphysik die Zustände in einem Kristall mit einer fest gewählten Energie einen Darstellungsraum der Symmetriegruppe des Kristalls.

## Geschichte
Die Entdeckung der Gruppentheorie wird Évariste Galois zugeschrieben, der die Lösbarkeit algebraischer Gleichungen durch Radikale (in heutiger Terminologie) auf die Auflösbarkeit ihrer Galois-Gruppe zurückführte. Galois’ Arbeit wurde erst 1846 postum veröffentlicht. Implizit spielte das Konzept einer Gruppe aber bereits bei Lagrange (Réflexions sur la résolution algébrique, 1771) und Gauß (Disquisitiones Arithmeticae, 1801) eine Rolle.
Im letzten Viertel des 19. Jahrhunderts wurde die Gruppentheorie vor allem durch das Erlanger Programm von Felix Klein und die von Sophus Lie entwickelte Theorie der kontinuierlichen Transformationsgruppen sowie auch Poincarés und Kleins Arbeiten über automorphe Funktionen zu einem zentralen Bestandteil der Mathematik. Aus dem Jahr 1881 stammt Poincarés bekanntes Zitat „Les mathématiques ne sont qu’une histoire des groupes.“ (Die Mathematik ist nur eine Geschichte der Gruppen.)
Eine abstrakte Definition von Gruppen findet sich erstmals 1854 bei Arthur Cayley:

„A set of symbols {\displaystyle 1,\alpha ,\beta ,\ldots }, all of them different, and such that the product of any two of them (no matter in what order), or the product of any one of them into itself, belongs to the set, is said to be a group. These symbols are not in general convertible [commutative] but associative, it follows that if the entire group is multiplied by any one of the symbols, either as further or nearer factor [left or right], the effect is simply to reproduce the group.“

Erst ab 1878 erschienen die ersten Arbeiten zur abstrakten Gruppentheorie. Cayley bewies, dass jede endliche Gruppe isomorph zu einer Gruppe von Permutationen ist, und bemerkte in derselben Arbeit, dass es einfacher sei, Gruppen als abstrakte Gruppen statt als Gruppen von Permutationen zu betrachten. 1882 definierte Dyck erstmals Gruppen mittels Erzeugern und Relationen.